# Данска на Европском првенству у атлетици у дворани 1976.
Данска је  учествовала  на 7. Европском првенству у дворани 1976. одржаном 22. и 23. фебруара 1976у године у Атлетском делу олимпијске хале у Минхену (Западна Немачка). т
На првенству у Минхену Данску је представљао један атлетичар који се такмичио у трци на 3.000 метара.
На овом првенству Данска није освојила ниједну медаљу.
У табели успешности према броју и пласману такмичара који су учествовали у финалним такмичењима (првих 8 такмичара) Данска није имала представника , Од 25 земаља учеснице њих 5 нису имале ниједног учесника у финалу: Аустрија,  Данска, Исланд, Лихтенштајн и Португалија.